# Tomoya Ugajin
Tomoya Ugajin (宇賀神 友弥, Ugajin Tomoya) est un footballeur japonais né le 23 mars 1988. Il évolue au poste d'arrière gauche ou d'ailier gauche au Urawa Red Diamonds.

## Palmarès
- Finaliste de la Coupe de la Ligue japonaise en 2011 avec les Urawa Red Diamonds
- Vainqueur de la Ligue des champions de l'AFC 2017